# Eupetomena cirrochloris
Eupetomena cirrochloris là một loài chim trong họ Chim ruồi. Tên gọi thông thường của loài này trong tiếng Anh là Sombre hummingbird, nghĩa đen là chim ruồi tối màu, do bộ lông tối màu của nó.

## Lịch sử phân loại
Loài này được Louis Jean Pierre Vieillot mô tả khoa học lần đầu tiên năm 1818 dưới danh pháp Trochilus cirrochloris, nhưng sau đó trong một thời gian dài người ta xếp nó trong chi đơn loài là Aphantochroa Gould, 1853 với danh pháp là Aphantochroa cirrochloris. Năm 1999, Schuchmann K. đề xuất việc gộp A. cirrochloris trong chi Campylopterus, nhưng có rất ít chứng cứ hỗ trợ cho điều này nên danh pháp Campylopterus cirrochloris ít được các tác giả và tổ chức nghiên cứu về chim chấp nhận.
Các nghiên cứu phát sinh chủng loài gần đây cho thấy mối quan hệ họ hàng gần của loài này với Eupetomena macroura. Stiles et al. (2017) đề xuất việc gộp A. cirrochloris vào trong chi Eupetomena và đổi danh pháp thành Eupetomena cirrochloris. Điều này đã được Ủy ban Phân loại học Nam Mỹ (SAAC) và Liên minh Điểu học Quốc tế (IOU) chấp nhận từ năm 2019.

## Phân bố
Loài này sinh sống ở vùng đông nam Brasil, ở cao độ đến 700m. Môi trường sống tự nhiên của nó là rừng vùng đất thấp ẩm ướt cận nhiệt đới hoặc nhiệt đới cũng như các khu rừng cũ đã thoái hóa mạnh.

## Hình ảnh

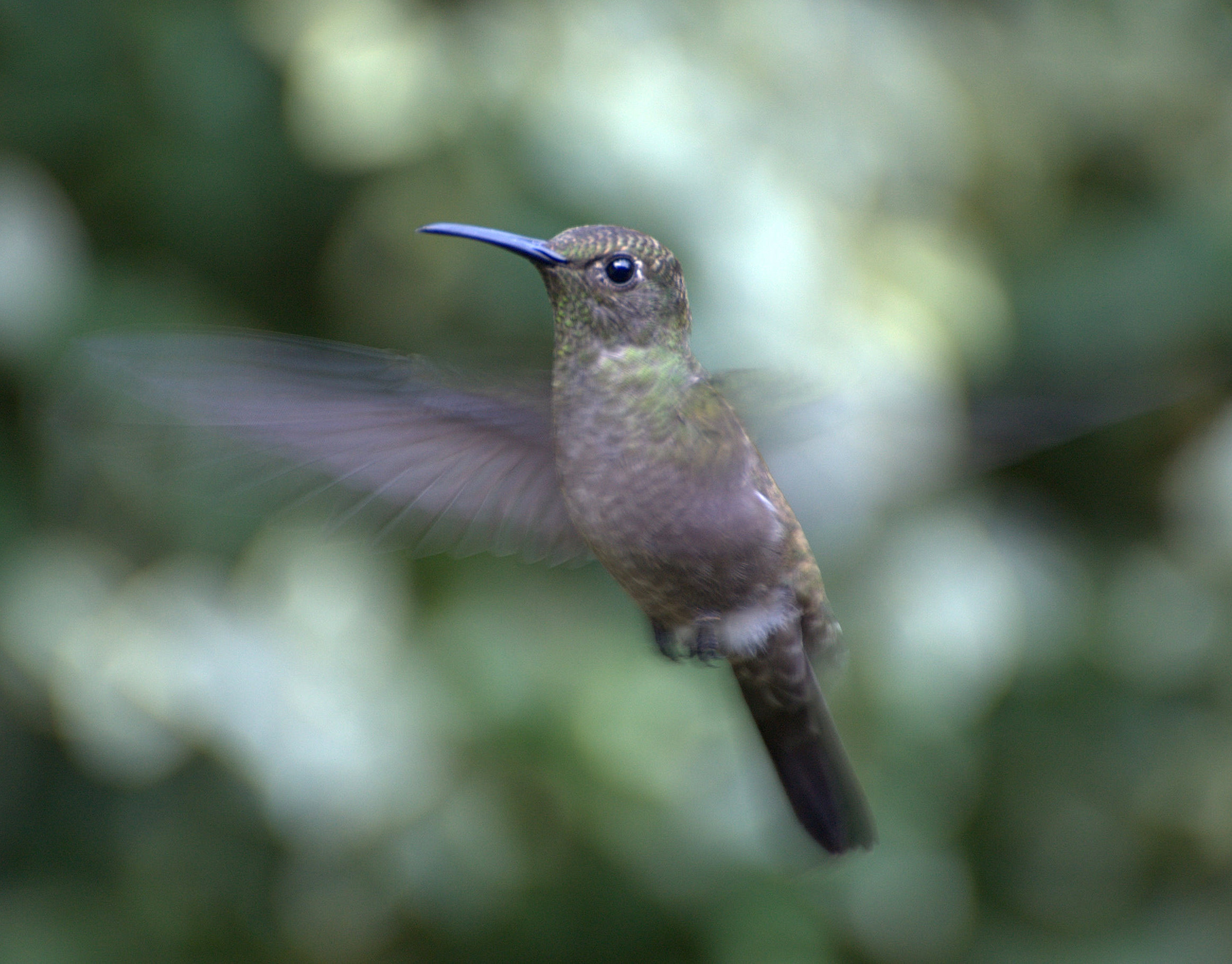
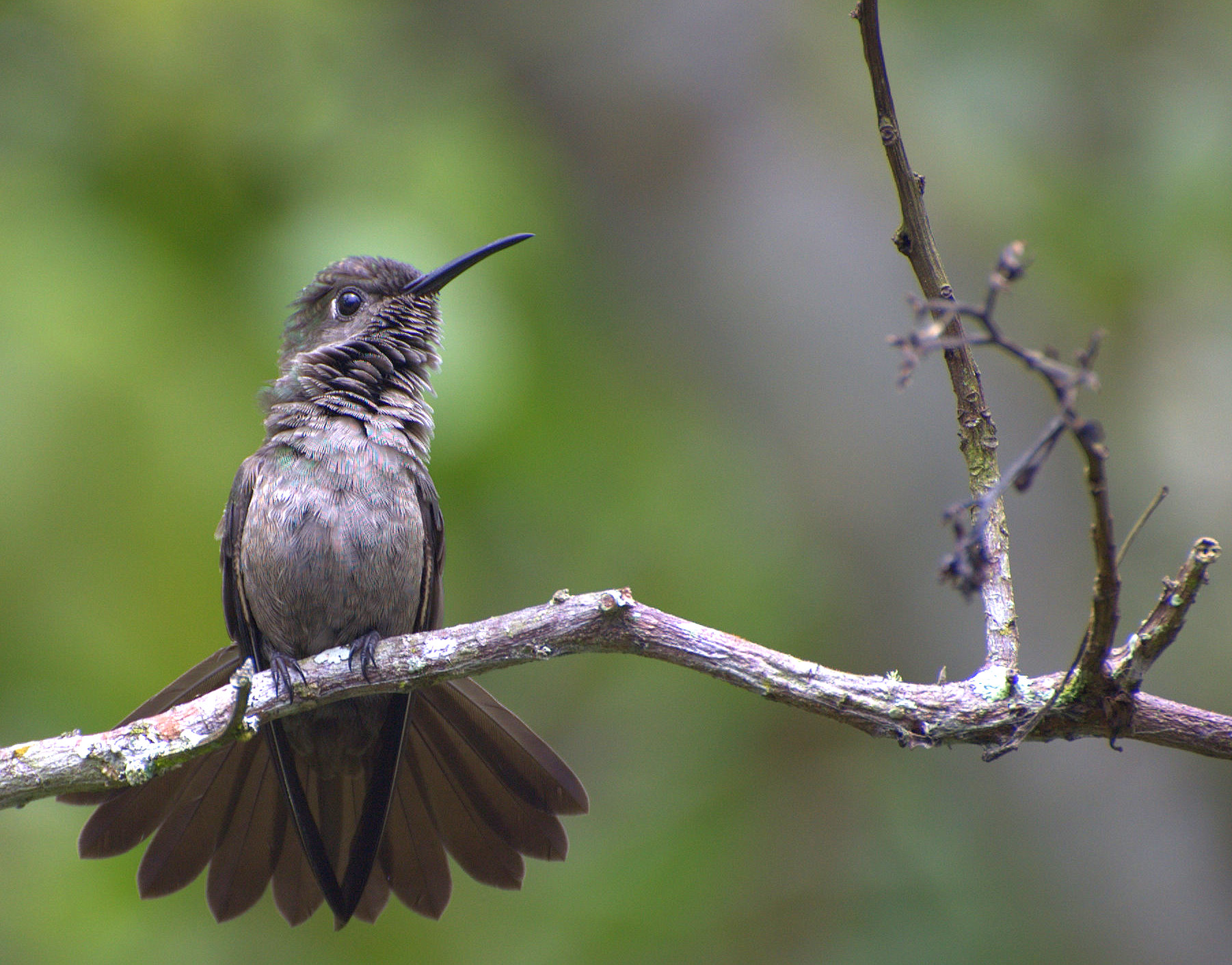
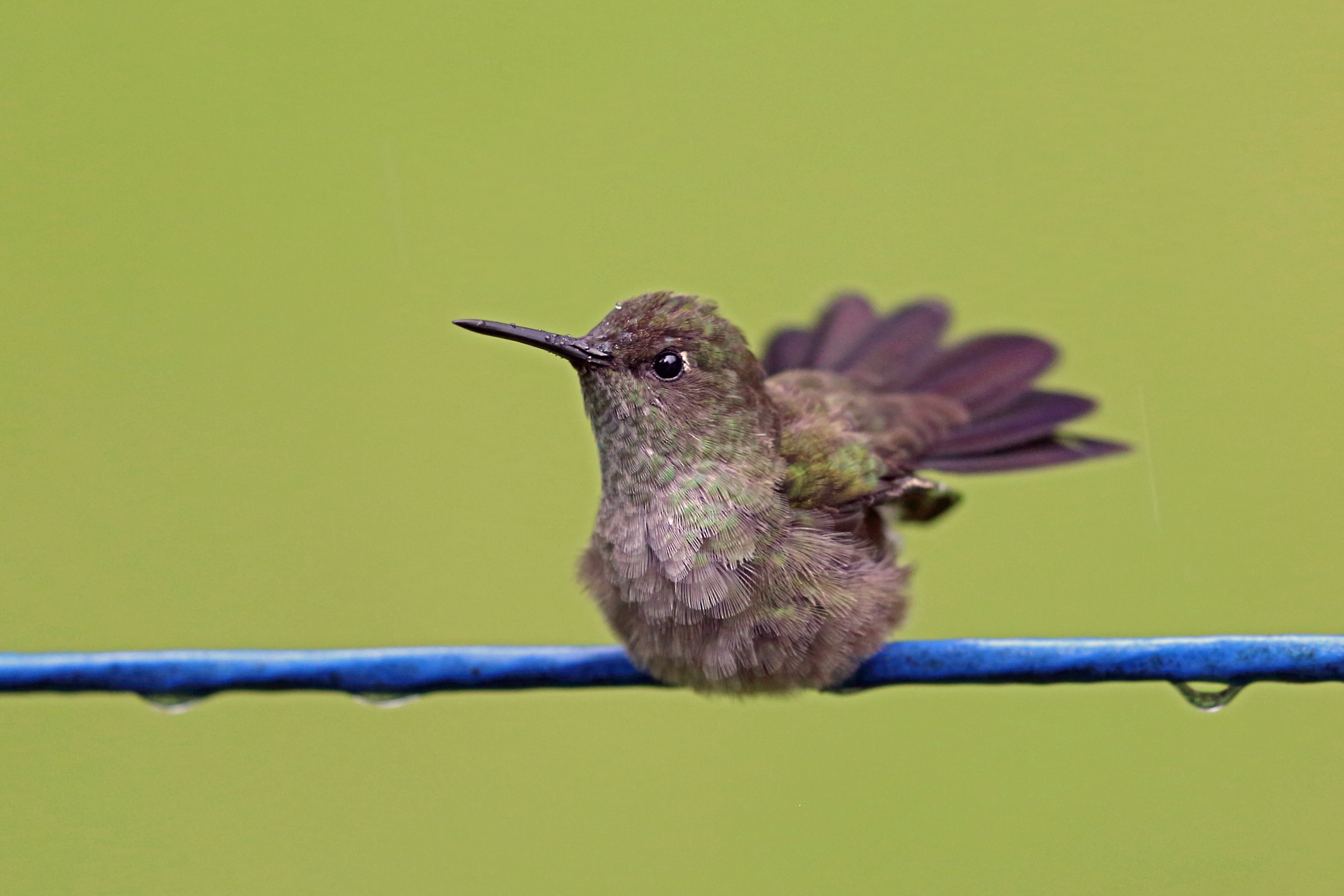